# John Demjanjuk
John Demjanjuk (Ivan Demïaniouk) (en ukrainien : Іван Миколайович Дем'янюк, Ivan Mikolaïovitch Demïaniouk) né le 3 avril 1920 à Doubovïe Matcharinzjy (oblast de Vinnytsia, Ukraine), et mort le 17 mars 2012 à Bad Feilnbach, près de Rosenheim, en Allemagne, est un ukraino-américain accusé de crimes de guerre et de crimes contre l'humanité commis alors qu'il servait comme garde au sein de plusieurs centres d'extermination nazis pendant la Seconde Guerre mondiale.

## Biographie
À partir de 1951, Demjanjuk a vécu aux États-Unis. Le 14 novembre 1958, il a obtenu la nationalité américaine. Il a vécu en Indiana avec sa femme dont il avait fait la connaissance dans un camp de personnes déplacées, puis à Seven Hills, dans le comté de Cuyahoga (Ohio), où il a travaillé comme mécanicien automobile.
À la fin des années 1970, il a été accusé d'avoir été gardien au camp d'extermination de Treblinka et surnommé par les prisonniers « Ivan le terrible ». Il lui a été reproché d'avoir dirigé les installations de gazage et d'avoir assassiné plus de 100 000 Juifs. En octobre 1983, Israël a présenté une demande d'extradition aux États-Unis, acceptée en 1986. Demjanjuk est remis aux autorités israéliennes le 28 février 1986 à son arrivée à l'aéroport de Tel Aviv. Le 25 avril 1988, Demjanjuk fut condamné à mort à Jérusalem.
Cet arrêt fut cassé le 29 juillet 1993 par la Cour suprême d'Israël. Les juges ont estimé qu'il n'y avait pas suffisamment de preuves pour pouvoir établir avec certitude que Demjanjuk était bien « Ivan le terrible ». Ils se fondaient sur des dossiers du KGB d'où il ressortait que le surnom d'« Ivan le terrible » aurait pu être, non Demjanjuk, mais Marchenko. Bien que 18 témoins eussent identifié Demjanjuk comme « Ivan le terrible », le tribunal estima que le doute qui était apparu du fait des dossiers du KGB suffisait pour qu'un acquittement intervînt, même si les juges ont retenu que Demjanjuk avait indubitablement travaillé comme gardien dans un camp de concentration.
Après sept ans de détention, Demjanjuk est retourné aux États-Unis et a récupéré la nationalité américaine dont il avait été privé au moment de son extradition vers Israël.

## Deuxième procès
En 2001, un nouveau procès contre Demjanjuk débute aux États-Unis où Edward Stutman, qui dirigeait l'enquête, présente des pièces d'archives qui convainquent le tribunal que, pendant la Seconde Guerre mondiale, Demjanjuk avait servi comme gardien dans différents camps d'extermination. Demjanjuk n'a jamais pu donner aucune indication vérifiable sur sa résidence pendant la guerre, alors qu'il a servi au moins dans les centres d'extermination de Treblinka, de Sobibor et de Majdanek ainsi que dans le camp de concentration de Flossenbürg et le camp de travaux forcés de Trawniki.
En juin 2004, un tribunal américain retire à Demjanjuk sa nationalité américaine. En décembre 2005, son expulsion en Ukraine a été décidée, décision confirmée le 22 décembre 2006.
Le 19 juin 2008, l'Allemagne annonçait qu'elle allait demander l'extradition de Demjanjuk pour sa responsabilité dans le meurtre de plus de 29 000 prisonniers juifs au centre d'extermination de Sobibor en 1943. Le Procureur de la République fédérale d'Allemagne pour les crimes contre l'humanité, Kurt Schrimm, a déclaré qu'il y avait suffisamment de preuves pour inculper Demjanjuk et a demandé au parquet de Munich, dernière résidence en Allemagne de Demjanjuk, de faire une demande d'extradition.
Le 14 avril 2009, l'extradition de John Demjanjuk a été suspendue in extremis par la justice américaine : ses avocats avaient déposé dans la journée une ultime demande de suspension de son extradition, en raison de son état de santé. Mais, début mai, une cour d'appel américaine l'a déclaré expulsable. Le 12 mai 2009, John Demjanjuk atterrit en Allemagne à Munich pour être jugé pour son rôle présumé dans le meurtre de 27 900 Juifs à Sobibor en 1943.
Le 30 novembre 2009, le prévenu est arrivé au procès en fauteuil roulant. Vingt minutes plus tard, la séance fut interrompue, l'accusé affirmant souffrir de maux de tête. Peu après, il revenait allongé sur une civière.
Le 12 mai 2011, John Demjanjuk a été condamné à 5 ans de prison pour participation au meurtre de 27 900 Juifs en tant que garde du camp de Sobibor en 1943 en Pologne. Le tribunal a toutefois décidé la remise en liberté de l'accusé le jour même, après près de deux ans passés en prison avant et pendant le procès. Le tribunal a estimé que Demjanjuk, en raison de son âge, de son statut d'apatride, qui l'empêche de quitter le territoire allemand, ne présentait aucun danger et ne risquait plus d'essayer de se soustraire à la justice.
John Demjanjuk fait appel du jugement devant la Cour fédérale, mais le procès en appel n'a pas eu lieu du fait de son décès le 17 mars 2012 dans une maison de retraite de Bad Feilnbach, dans la région de Rosenheim, en Bavière. D'un strict point de vue juridique, Demjanjuk reste donc formellement présumé innocent. Le procureur général, Kurt Schrimm, pense que ceux qui surveillaient les camps d’extermination sont coupables au même titre que ceux qui actionnaient les chambres à gaz, principe que le tribunal de Munich a suivi. En l'absence de procès en appel, cette évolution de la jurisprudence allemande admettant qu'il ne soit plus nécessaire de prouver une participation active aux faits reprochés ne fut pas confirmée à ce moment, mais lors du procès d'Oskar Gröning en 2015.
Soixante-six ans après les faits, le procès de John Demjanjuk figure comme l'un des tout derniers procès visant à condamner les criminels de guerre nazis.

## John Demjanjuk dans les œuvres de fiction
- Le premier procès de John Demjanjuk constitue un élément littéraire important dans le roman Opération Shylock : Une confession de l'écrivain Philip Roth. Le nom de John Demjanjuk apparaît dans les premières lignes du texte[8].
- En 2019, Netflix publie la série « Procès d’un bourreau (en) » (The Devil Next Door), un documentaire en cinq épisodes des cinéastes israéliens Daniel Sivan et Yossi Bloch, qui se concentre sur le procès de Demjanjuk en Israël et sur les nombreux rebondissements de l'affaire[9],[10].
- Son dossier a vaguement inspiré le film de Costa-Gavras Music Box sorti en 1989.

## Sources
- (de) Cet article est partiellement ou en totalité issu de l’article de Wikipédia en allemand intitulé « John Demjanjuk » (voir la liste des auteurs).
- Article sur transfert en Allemagne
- Nicolas Bourcier, Le dernier procès, Paris, Don Quichotte, 2011, 308 p. (ISBN 978-2-35949-012-1, OCLC 762861526).